# Mark Giordano
Mark Giordano (* 3. Oktober 1983 in Toronto, Ontario) ist ein kanadischer Eishockeyspieler italienischer Abstammung, der zuletzt bis Juli 2024 bei den Toronto Maple Leafs aus der National Hockey League unter Vertrag stand. Zuvor verbrachte der Verteidiger fast seine gesamte bisherige NHL-Karriere bei den Calgary Flames, die er ebenso als Mannschaftskapitän anführte wie kurzzeitig die Seattle Kraken. Im Jahr 2019 erhielt er die James Norris Memorial Trophy als bester Abwehrspieler der NHL.

## Karriere

### Anfänge im Jugendbereich (2001–2004)
Mark Giordano spielte zunächst von 2001 bis 2002 bei den Brampton Capitals in der unterklassigen kanadischen Juniorenliga Ontario Junior Hockey League. In seiner einzigen Saison mit der Mannschaft gewann der Verteidiger mit den Capitals den Buckland Cup, als sie in der Finalserie die Wellington Dukes in sechs Begegnungen besiegten und die Provinzmeisterschaft der zweithöchsten Juniorenstufe in Ontario errangen. Die folgenden zwei Spielzeiten verbrachte der Linksschütze bei den Owen Sound Attack in der Ontario Hockey League. Dort überzeugte Giordano in seiner bevorzugten Rolle als Offensivverteidiger und war in den beiden OHL-Saisons 2002/03 und 2003/04 mit deutlichem Abstand punktbester Verteidiger im Trikot der Owen Sound Attack, wobei der Kanadier ligaweit zu den zehn erfolgreichsten Scorern unter den Abwehrspielern zählte. Nach Abschluss seiner Rookiesaison wurde Giordano sowohl in die Auswahlmannschaft der besten Neulinge der Ontario Hockey League als auch der Canadian Hockey League berufen. Die mannschaftlichen Erfolge blieben im Gegensatz allerdings eher bescheiden, was sich auch in Giordanos relativ ausgeglichener Plus/Minus-Bilanz niederschlug. Zwar gelang jeweils der Einzug in die OHL-Endrunde, in denen die Owen Sound Attack jedoch in der ersten Runde scheiterten.

### Erstes Engagement bei den Calgary Flames und Wechsel zu Dynamo Moskau (2004–2008)
Anschließend wurde Giordano, der nie gedraftet wurde, im Juli 2004 von den Calgary Flames als Free Agent verpflichtet. Zunächst spielte der Verteidiger für die beiden damaligen Farmteams der Flames, die Lowell Lock Monsters und die Omaha Ak-Sar-Ben Knights aus der American Hockey League. Während der Saison 2005/06, am 30. Januar 2006 in der Partie gegen die St. Louis Blues, gab der Kanadier sein Debüt in der National Hockey League für Calgary. Insgesamt kam er zu sieben Einsätzen in seiner ersten NHL-Spielzeit. Die AHL-Saison 2005/06 beendete der Kanadier mit 16 Treffern und 42 Vorlagen als bester Scorer der Omaha Ak-Sar-Ben Knights. Ligaweit belegte der Linksschütze den vierten Platz unter den Verteidigern.
Am 14. Oktober 2006 erzielte er seine ersten beiden NHL-Tore im Auswärtsspiel bei den Toronto Maple Leafs, ausgerechnet in seiner Heimatstadt. Am 28. August 2007 wies Giordano einen Zwei-Wege-Vertrag für die Flames und ihr Farmteam zurück. Anschließend unterschrieb er einen Vertrag beim HK Dynamo Moskau in der russischen Superliga, für den in der Saison 2007/08 insgesamt 50 Partien bestritt und 12 Scorerpunkte markierte.

### Rückkehr zu den Calgary Flames (2008–2021)

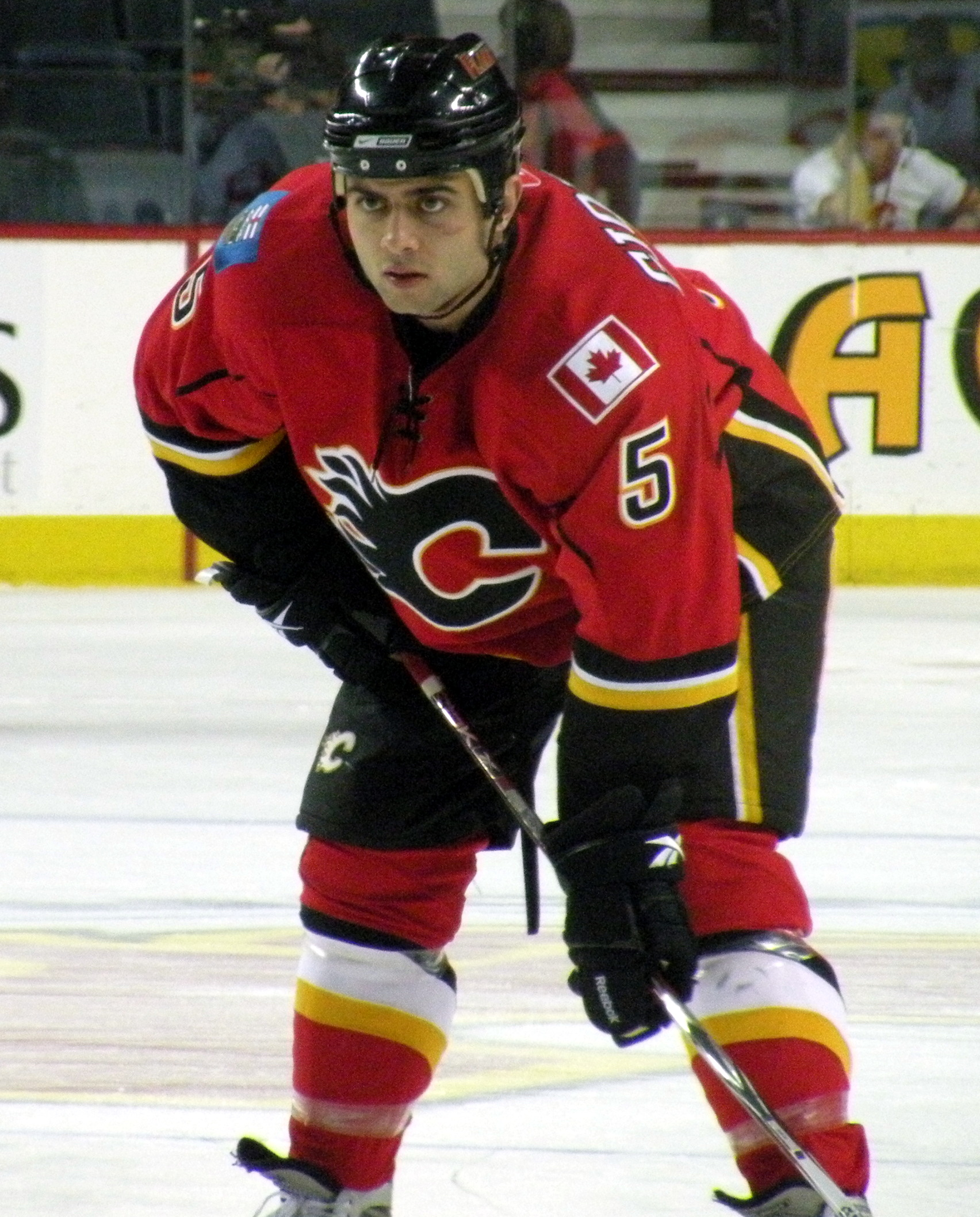
Mark Giordano im Trikot der Calgary Flames (2008)

Im Sommer 2008 kehrte Giordano zu den Flames zurück, nachdem er einen Dreijahresvertrag ausschließlich für das NHL-Team akzeptiert hatte. In der folgenden Saison absolvierte der Kanadier insgesamt 58 Partien für die Flames, ehe ihn im Februar 2008 eine im Spiel gegen die Minnesota Wild erlittene Schulterverletzung für den Rest der Spielzeit außer Gefecht setzte. Die Spielzeit 2009/10 beendete er mit 41 Scorerpunkten und einer Plus/Minus-Wertung von +17 für die Flames und wurde daraufhin im Januar 2010 von der renommierten nordamerikanischen Eishockey-Fachzeitschrift The Hockey News zu einem der am meisten unterschätzten Spielern der National Hockey League gewählt.
Im Oktober 2010 verlängerte der Kanadier seinen Kontrakt bei den Flames um fünf Jahre und erhält dabei ein jährliches Gehalt von 4,02 Millionen US-Dollar. Die anschließende Saison sollte eine der erfolgreichsten in Giordanos Karriere werden, so markierte er mit 43 Scorerpunkten in 82 Partien seine bis dahin punktbeste Spielzeit innerhalb der NHL. Zur Saison 2011/12 wurde der Linksschütze zu einem der Assistenzkapitäne bei den Flames ernannt, konnte jedoch aufgrund eines Muskelfaserrisses lediglich 61 Saisonspiele bestreiten. Im Sommer 2013 wurde Giordano als Nachfolger von Jarome Iginla zum 19. Mannschaftskapitän in der Geschichte der Flames ernannt. Direkt zu Beginn der Saison 2013/14 zog sich der Defensivspieler beim Blocken eines gegnerischen Schusses einen Knöchelbruch zu und musste infolgedessen für 18 Partien pausieren.
Im folgenden Jahr hatte Giordano mit starken Offensivleistungen einen erheblichen Anteil am zwischenzeitlichen sportlichen Erfolg der Flames. So wurde er im November 2014 als Spieler des Monats in der NHL ausgezeichnet und nahm im Januar 2015 am All-Star Game teil. Einen Monat später absolvierte der Verteidiger beim Sieg gegen die Winnipeg Jets sein 500. Spiel in der NHL. Insgesamt erzielte Giordano mit 48 Scorerpunkten eine neue persönliche Bestmarke, ehe er Ende Februar im Spiel gegen die New Jersey Devils einen Riss der Bizepssehne erlitt und für den Rest der Spielzeit ausfiel. Diese Bestmarke steigerte der Kanadier bereits im Jahr darauf auf 56 Punkte, bevor er mit den Flames in der Saison 2016/17 erstmals seit zehn Jahren die Playoffs erreichte.
In der Saison 2018/19 verzeichnete Giordano mit 74 Scorerpunkten seinen bisherigen Karriere-Bestwert und führte darüber hinaus die gesamte Liga in der Plus/Minus-Statistik an (+39). Der NHL Plus/Minus Award wird allerdings nicht mehr offiziell vergeben. Darüber hinaus wurde er mit der James Norris Memorial Trophy als bester Verteidiger der NHL ausgezeichnet und ins NHL First All-Star Team gewählt. Im Folgejahr ehrte man ihn mit dem Mark Messier Leadership Award für seine Führungsqualitäten auf und abseits dem Eises.

### Seattle und Toronto (seit 2021)
Nach dem Ende der Saison 2020/21 entschied sich das Management der Flames, den mittlerweile 37-Jährigen im NHL Expansion Draft 2021 ungeschützt zu lassen, woraufhin die Seattle Kraken die Möglichkeit wahrnahmen, ihn zu verpflichten. Neben Angreifer Jordan Eberle war der Verteidiger die namhafteste Verpflichtung des neu gegründeten Franchises aus dem US-Bundesstaat Washington. Kurz vor Beginn der Spielzeit 2021/22 wurde er dann zum ersten Mannschaftskapitän des Teams ernannt. Im Trikot der Kraken bestritt er zudem im März 2022 sein insgesamt 1000. Spiel der regulären Saison in der NHL.
Nur wenig später allerdings wurde Giordano im März 2022 samt Colin Blackwell an die Toronto Maple Leafs abgegeben. Im Gegenzug erhielten die Kraken je ein Zweitrunden-Wahlrecht für die NHL Entry Drafts 2022 und 2023 sowie ein Drittrunden-Wahlrecht für den NHL Entry Draft 2024. Zugleich übernahm Seattle weiterhin die Hälfte von Giordanos Gehalt des noch bis zum Saisonende laufenden Vertrages. In Toronto war der Kanadier bis Sommer 2024 aktiv, ehe sein auslaufender Vertrag nicht verlängert wurde.

### International
Giordano spielte während des Spengler Cup im Jahr 2007 für das Team Canada und trug mit zwei Torvorlagen zum Turniergewinn der kanadischen Mannschaft bei. Zudem stand Giordano im Kader der Nationalmannschaft bei der Weltmeisterschaft 2008. Dort kam er jedoch nicht zum Einsatz. Für die Weltmeisterschaft 2010 wurde der Verteidiger erneut in den Kader einberufen und stand in allen sieben Begegnungen der Kanadier auf dem Eis, wobei Giordano drei Tore und einen Assist zum Viertelfinaleinzug beisteuerte.

## Spielweise
Giordano gilt als ausgezeichneter Schlittschuhläufer, wobei besonders seine Offensivfähigkeiten als wertvolle Eigenschaft gelten. Ebenfalls wird er in zahlreichen Überzahlsituationen eingesetzt, während er in Allround-Situationen Schwächen bekundet. Gegen physisch starke Akteure fehlt ihm häufig die Durchsetzungskraft, obwohl Giordano als kräftig gebauter Verteidiger zu den Führungsspielern in Calgary zählt. Insbesondere seine Einsatzbereitschaft sowie Arbeitsmoral werden von Seiten der Mannschaftskollegen und Trainer in Calgary gelobt, weiterhin gilt Giordano als einer der elementaren Bestandteile der Mannschaft und fungiert infolgedessen als Kapitän der Flames.

## Erfolge und Auszeichnungen
| - 2003 OHL First All-Rookie-Team - 2003 CHL All-Rookie-Team - 2007 Spengler-Cup-Gewinn mit Team Canada - 2014 NHL-Spieler des Monats November - 2015 Teilnahme am NHL All-Star Game - 2016 Teilnahme am NHL All-Star Game | - 2016 NHL Foundation Player Award - 2019 NHL Plus/Minus Award (nicht offiziell vergeben) - 2019 James Norris Memorial Trophy - 2019 NHL First All-Star Team - 2020 Teilnahme am NHL All-Star Game - 2020 Mark Messier Leadership Award |

## Karrierestatistik
Stand: Ende der Saison 2023/24

### International
Vertrat Kanada bei:
- Weltmeisterschaft 2010

(Legende zur Spielerstatistik: Sp oder GP = absolvierte Spiele; T oder G = erzielte Tore; V oder A = erzielte Assists; Pkt oder Pts = erzielte Scorerpunkte; SM oder PIM = erhaltene Strafminuten; +/− = Plus/Minus-Bilanz; PP = erzielte Überzahltore; SH = erzielte Unterzahltore; GW = erzielte Siegtore; 1 Play-downs/Relegation; Kursiv: Statistik nicht vollständig)